# Разъезд 18 км (Абайская область)
Разъезд 18 км (каз. Разъезд 18 км) — разъезд в Жарминском районе Абайской области Казахстана. Входит в состав Ушбиикского сельского округа. Код КАТО — 634483300.

## Население
В 1999 году население разъезда составляло 64 человека (32 мужчины и 32 женщины). По данным переписи 2009 года на разъезде проживал 61 человек (31 мужчина и 30 женщин).